# Crasimorpha
Crasimorpha là một chi bướm đêm thuộc họ Gelechiidae.

## Các loài
- Crasimorpha infuscata Hodges, 1963
- Crasimorpha peragrata Meyrick, 1923